# Cimighieră
Cimighieră este un vechi soi românesc de struguri albi întâlnit mai mult în podgoriile Huși, Colinele Tutovei și Zeletin. Strugurii erau lungi, cilindrici, iar boabele sferice cu miez suculent. Pielița era groasă și cu puncte ruginii pe partea expusă la soare. Producția de struguri era mare, iar vinurile obținute erau ușoare, de masă, cu conținut redus de alcool.